# 6 февруари
6 февруари е 37-ият ден в годината според григорианския календар. Остават 328 дни до края на годината (329 през високосна година).

## Събития
- 1623 г. – Франция, Савоя и Венеция сключват съюзен договор, насочен против Испания.
- 1788 г. – Масачузетс става 6-ия щат на САЩ.
- 1819 г. – Британският благородник Томас Рафълс основава Сингапур.
- 1840 г. – С подписване на договор между представители на британската корона и маорите е основана държавата Нова Зеландия.
- 1878 г. – Освободен е град Бургас от османско владичество и е учредена първата българска градска община.
- 1897 г. – Открита е жп линията Перник – Радомир.
- 1899 г. – Сенатът на САЩ ратифицира договор, по силата на който Испания отстъпва на САЩ владенията си Гуам, Куба, Пуерто Рико и Филипините.
- 1900 г. – В Хага е създаден Международен арбитражен съд.
- 1901 г. – В Парижките жп гари са поставени първите обществени телефони.
- 1904 г. – Япония прекъсва дипломатически отношения с Русия; два дни по-късно започва Руско-японската война.
- 1922 г. – Подписан е договор за забрана използването на отровни газове при военни действия между Великобритания, САЩ, Франция и Япония.
- 1933 г. – В Германия е въведена цензура на печатните издания.
- 1935 г. – В САЩ започва продажбата на играта Монополи.
- 1936 г. – Олимпийски игри: Зимни олимпийски игри: В Гармиш-Партенкирхен са открити IV Зимни олимпийски игри.
- 1951 г. – При тежка железопътна катастрофа в Пенсилвания (САЩ) загиват 85 души и над 500 са ранени.
- 1952 г. – Умира крал Джордж VI и Елизабет II става кралица на Обединено кралство Великобритания и Северна Ирландия.
- 1958 г. – В самолетна катастрофа в Мюнхен (тогава ФРГ), загиват 23 души, осем от които футболисти на ФК Манчестър Юнайтед, Англия.
- 1996 г. – В Атлантическия океан, близо до брега на Доминиканската република катастрофира Боинг-757 на турските авиолинии, при което загиват всичките 189 пътници и екипаж.
- 2004 г. – При самоубийствена атака на чеченски сепаратист в Московското метро загиват 40 души, а 129 са ранени.
- 2012 г. – При скъсването на язовирна стена е наводнено Харманлийското село Бисер.

## Родени
- 1664 г. – Мустафа II, султан на Османската империя († 1703 г.)
- 1665 г. – Анна Стюарт, кралица на Англия († 1714 г.)
- 1799 г. – Емерих Фривалдски, унгарски ботаник († 1870 г.)
- 1802 г. – Чарлз Уитстоун, британски физик († 1875 г.)
- 1838 г. – Хенри Ървинг, британски артист († 1905 г.)
- 1858 г. – Христофор Хесапчиев, български офицер и учен († 1938 г.)
- 1866 г. – Стефан Ватев, български педиатър и антрополог († 1946 г.)
- 1879 г. – Педро Агире Серда, президент на Чили († 1941 г.)
- 1886 г. – Алберто Гереро, чилийско-канадски композитор († 1959 г.)
- 1886 г. – Людмил Стоянов, български филолог († 1973 г.)
- 1892 г. – Джон Карден, британски конструктор на танкове († 1935 г.)
- 1892 г. – Уилям Мърфи, американски лекар, Нобелов лауреат († 1987 г.)
- 1892 г. – Христо Стоянов, български политик († 1970 г.)
- 1895 г. – Бейб Рут, американски бейзболист († 1948 г.)
- 1897 г. – Алберту Кавалканти, бразилски кинорежисьор († 1982 г.)
- 1900 г. – Харалд фон Елверфелт, германски офицер († 1945 г.)
- 1903 г. – Клаудио Арау, чилийски пианист († 1991 г.)
- 1905 г. – Владислав Гомулка, полски комунистически и държавен деец († 1982 г.)
- 1911 г. – Роналд Рейгън, 40-и президент на САЩ († 2004 г.)
- 1912 г. – Ева Браун, любовница и съпруга на Адолф Хитлер († 1945 г.)
- 1916 г. – Кръстю Димитров, български шахматист († 1999 г.)
- 1917 г. – Жа Жа Габор, американска актриса († 2016 г.)
- 1928 г. – Алан Мелцер, американски икономист († 2017 г.)
- 1928 г. – Илия Конев, български учен († 2009 г.)
- 1929 г. – Кийт Уотърхаус, британски писател и журналист († 2009 г.)
- 1929 г. – Пиер Брис, френски актьор († 2015 г.)
- 1932 г. – Камило Сиенфуегос, кубински революционер († 1959 г.)
- 1932 г. – Франсоа Трюфо, френски режисьор († 1984 г.)
- 1933 г. – Аврам Аврамов, български алпинист († 2019 г.)
- 1943 г. – Иван Гарелов, български журналист и телевизионен водещ († 2024 г.)
- 1945 г. – Боб Марли, ямайски певец († 1981 г.)
- 1946 г. – Атанас Вангелов, македонски писател († 2021 г.)
- 1948 г. – Феликс Митерер, австрийски писател
- 1949 г. – Джим Шеридън, ирландски кинорежисьор
- 1950 г. – Натали Кол, американска поп певица († 2015 г.)
- 1951 г. – Атанас Липчев, български писател († 2010 г.)
- 1956 г. – Стефан Влахов-Мицов, български историк и писател
- 1958 г. – Валентин Касабов, български журналист и политик († 2020 г.)
- 1960 г. – Мила Искренова, български хореограф
- 1962 г. – Аксел Роуз, американски музикант (Guns N' Roses)
- 1963 г. – Владимир Писанчев, български дипломат
- 1964 г. – Руслан Райнов, български тенисист
- 1966 г. – Рик Астли, английски поп певец
- 1967 г. – Тони Дачева, българска попфолк певица
- 1968 г. – Акира Ямаока, японски композитор и продуцент
- 1969 г. – Масимо Бусака, швейцарски футболен съдия
- 1979 г. – Дан Балан, молдовски певец
- 1980 г. – Конър О'Брайън, американски кечист
- 1984 г. – Пирет Йервис, естонска поп певица (Vanilla Ninja)
- 1986 г. – Микеле Паолучи, италиански футболист

## Починали
- 893 г. – Фотий, константинополски патриарх (* 820 г.)
- 1411 г. – Исав де Бунделмонти, деспот на Епир (* ? г.)
- 1515 г. – Алдо Мануцио, италиански печатар (* 1449 г.)
- 1685 г. – Чарлз II, крал на Англия, Шотландия и Ирландия (* 1630 г.)
- 1695 г. – Ахмед II, султан на Османската империя (* 1642 г.)
- 1740 г. – Климент XII, римски папа (* 1652 г.)
- 1793 г. – Карло Голдони, италиански драматург (* 1707 г.)
- 1804 г. – Джоузеф Пристли, английски химик, теолог и философ (* 1733 г.)
- 1894 г. – Теодор Билрот, австрийски хирург (* 1829 г.)
- 1896 г. – Павел д'Убри, руски дипломат (* 1820 г.)
- 1898 г. – Леополд Льофлер, полски художник (* 1827 г.)
- 1899 г. – Лео фон Каприви, пруски генерал и канцлер (* 1831 г.)
- 1900 г. – Пьотър Лавров, руски социолог (* 1823 г.)
- 1902 г. – Васил Кънчов, български учен и политик (* 1862 г.)
- 1903 г. – Петко Каравелов, български политик (* 1843 г.)
- 1918 г. – Густав Климт, австрийски художник (* 1862 г.)
- 1926 г. – Иван Жабински, български офицер (* 1862 г.)
- 1929 г. – Мария-Кристина Австрийска, кралица на Испания (* 1858 г.)
- 1932 г. – Петруш Йовчев, български революционер (* 1880 г.)
- 1944 г. – Кирил Ботев, български офицер и държавник (* 1856 г.)
- 1952 г. – Георги Шпагин, руски оръжеен конструктор (* 1897 г.)
- 1952 г. – Джордж VI, крал на Обединеното кралство (* 1895 г.)
- 1962 г. – Кандидо Портинари, бразилки художник (* 1903 г.)
- 1963 г. – Абд ел-Крим, политически и държавен деец на Мароко (* ок. 1881 г.)
- 1981 г. – Фредерика Хановерска, кралица на гърците (* 1917 г.)
- 1985 г. – Джеймс Хадли Чейс, английски писател (* 1906 г.)
- 1985 г. – Мюриъл Гардинър, американски психоаналитик (* 1901 г.)
- 1991 г. – Салвадор Едуард Лурия, американски вирусолог, Нобелов лауреат през 1969 г. (* 1912 г.)
- 1993 г. – Артър Аш, американски тенисист (* 1943 г.)
- 1993 г. – Йон Негойцеску, румънски писател и поет (* 1921 г.)
- 1994 г. – Джак Кърби, американски художник и писател (* 1917 г.)
- 1998 г. – Фалко, австрийски поп вокалист и композитор (* 1957 г.)
- 2002 г. – Макс Перуц, австрийско-британски микробиолог, Нобелов лауреат (* 1914 г.)
- 2003 г. – Христо Асърджиев, български журналист (* 1924 г.)
- 2009 г. – Джеймс Уитмор, американски актьор (* 1921 г.)
- 2010 г. – Атанас Липчев, български писател (* 1951 г.)
- 2011 г. – Гери Мур, британски рок и блус китарист (* 1952 г.)
- 2010 г. – Митьо Солаков, български скулптор (* 1931 г.)
- 2012 г. – Ангел Георгиев, български актьор (* 1944 г.)
- 2023 г. – Лубомир Щроугал, министър-председател на Чехословакия (* 1924 г.)

## Празници
- Имен ден: Фотий, Фотин,  Фотина, Фотьо, Доротея, Огнян, Огняна, Искра, Искрен, Светлана, Светла, Светльо, Пламен, Светозар, Светлозар, Светослав, Светлозара, Светослава
- Свети Фотий – На този ден в България празнуват имен ден Светла, Светлана, Светльо и производните имена
- Света м-ца Доротея Кесарийска
- Лапландия – Ден на саамите (народа на Лапландия)
- Нова Зеландия, Ниуе, Токелау – Годишнина от договора Вайтанга (1840 г., национален празник)